# 道下徳成
道下 徳成（みちした なるしげ、1965年 - ）は、日本の国際政治学者。政策研究大学院大学教授。専門は、戦略論、朝鮮半島の安全保障、日本の安全保障。

## 来歴
岡山県岡山市出身。1990年筑波大学第三学群国際関係学類卒業、防衛庁防衛研究所入所。1994年ジョンズ・ホプキンス大学高等国際問題研究大学院（SAIS）修士課程修了（国際関係学修士）、2003年同大学博士課程修了（国際関係学博士）。
韓国慶南大学校極東問題研究所客員研究員（2000-2001年）、安全保障・危機管理担当内閣官房副長官補付参事官補佐（2004-2006年・防衛研究所研究官と兼務）を経て2007年4月より政策研究大学院大学准教授。2014年に教授。

## 著書

### 単著
- North Korea's Military-Diplomatic Campaigns, 1966-2008, (Routledge, 2009).
- 『北朝鮮 瀬戸際外交の歴史――1966～2012年』（ミネルヴァ書房, 2013年）

### 共編著
- （加藤朗・長尾雄一郎・吉崎知典）『戦争――その展開と抑制』（勁草書房, 1997年）
- （加藤朗・長尾雄一郎・石津朋之）『現代戦略論――戦争は政治の手段か』（勁草書房, 2000年）
- （小沢一彦・毛利勝彦・水上慎士）『ディベートで学ぶ国際関係』（玉川大学出版部, 2001年）
- （石津朋之・立川京一・塚本勝也）『シリーズ軍事力の本質（1）エア・パワー――その理論と実践』（芙蓉書房, 2005年）
- （石津朋之・立川京一・塚本勝也）『シリーズ軍事力の本質（2）シー・パワー――その理論と実践』（芙蓉書房, 2008年）

### 共著
- 渡辺利夫・玉城素編『北朝鮮――崩落か、サバイバルか』（サイマル出版会, 1993年）
- 納家政嗣・梅本哲也編『大量破壊兵器不拡散の国際政治学』（有信堂高文社, 2000年）
- 赤根谷達雄・落合浩太郎編『日本の安全保障』（有斐閣, 2004年）
- 石津朋之編『戦争の本質と軍事力の諸相』（彩流社, 2004年）
- 石津朋之、ウィリアムソン・マーレー編『日米戦略思想史―日米関係の新しい視点』（彩流社, 2005年）

## 受賞歴
- 1997年 - 防衛学会 第9回加藤賞
- 2005年 - 国際安全保障学会 最優秀新人論文賞
- 2013年 - 第9回中曽根康弘賞(奨励賞)